# خامكان
خامكان هي بلدة في مقاطعة أنغور في ولاية صرخنداريا في أوزبكستان.